# La Route (film, 1935)
Pour les articles homonymes, voir La Route.
Pour plus de détails, voir Fiche technique et Distribution.
La Route (chinois simplifié : 大路 ; pinyin : Dàlù), est un film dramatique chinois réalisé par Sun Yu et sorti en 1935. Il s'agit d'un film muet dont la musique et les effets sonores ont été ajoutés en post-production. Il raconte l'histoire d'un groupe d'ouvriers qui construisent une route militaire destinée à la guerre contre les Japonais.
La Route contient de brèves scènes de nudité d'un groupe d'hommes se baignant dans une rivière sous l'œil de deux femmes, la scène décrite étant considérée comme très « extrême » pour l'époque .
Le film a été classé 30e parmi les 100 meilleur film chinois de tous les temps aux Hong Kong Film Awards 2004 .

## Synopsis
Six jeunes gens joyeux travaillent dur pendant la deuxième guerre sino-japonaise à la construction d'une route qui permettra à l'armée chinoise d'envoyer des hommes et de la logistique sur la ligne de front contre les Japonais. Le représentant Hu, un Hanjian, tente d'abord de les corrompre, puis les enferme dans une cellule lorsqu'ils refusent d'arrêter le chantier. Deux jeunes filles d'une auberge voisine, amies des six, tentent de les sauver, mais l'une d'entre elles meurt au cours de l'opération. Les ouvriers terminent la route à temps, mais finissent par sacrifier leur vie en étant abattus par les Japonais lors d'un bombardement aérien.

## Fiche technique
- Titre français : La Route[3],[4],[5],[6] ou La Grande Route[7]
- Titre original chinois : 大路, Dàlù[8]
- Réalisation : Sun Yu
- Scénario : Sun Yu
- Photographie : Hong Weilie
- Musique : Nie Er, Sun ShiYi
- Production : Lu Jie, Lo Ming Yau
- Sociétés de production : Lianhua
- Pays de production :  République de Chine
- Langue originale : mandarin
- Format : Noir et blanc - muet
- Genre : film dramatique
- Durée : 120 minutes
- Dates de sortie : 
  - Chine : 1er janvier 1935

## Distribution
- Jin Yan : frère Jin
- Li Lili : Jasmine
- Zheng Junli : Zheng Jun
- Chen Yanyan : Ding Xiang